# Grand Prix automobile du Qatar 2024
GP précédent GP suivant
Le Grand Prix automobile du Qatar 2024 (Formula 1 Qatar Airways Qatar Grand Prix 2024), disputé le 1er décembre 2024 sur le Circuit international de Losail, est la 1124e épreuve du championnat du monde de Formule 1 courue depuis 1950. Il s'agit de la troisième édition du Grand Prix du Qatar comptant pour le championnat du monde de Formule 1 et de la vingt-troisième et avant-dernière manche du championnat 2024. Après une première édition disputée en 2021, le Grand Prix qatari a effectué son retour au calendrier en 2023 avec un contrat de dix ans à la clé.
Il s'agit du dernier weekend de Grand Prix comprenant l'organisation d'une course sprint le samedi.
Parti en tête, Lando Norris mène l'ensemble du sprint, suivi de son coéquipier Oscar Piastri qui a rapidement dépassé George Russell, parti du deuxième rang sur la grille. Mais, coup de théâtre, juste avant le drapeau à damier, Norris ralentit juste ce qu'il faut pour offrir la victoire à son coéquipier et le remercier d'avoir fait de même lors du sprint de São Paulo. Ce doublé rapproche un peu plus McLaren du titre chez les constructeurs : l'équipe n'a qu'à marquer quinze points de plus que Ferrari lors de la course dominicale. Russell termine troisième, devant Carlos Sainz et Charles Leclerc, les SF24 sortant gagnantes de leur combat mené, tour à tour, contre Lewis Hamilton. Nico Hülkenberg, septième, apporte de précieux points à Haas dans le match pour la sixième place des constructeurs et le tout frais quadruple champion du monde Max Verstappen prend le dernier point en jeu.
En contraste avec sa prestation lors du sprint quelques heures plus tôt, Max Verstappen réalise, en Q3, un tour qui lui permet – croit-on dans un premier temps – d'obtenir sa première pole position depuis le Grand Prix d'Autriche en juin. Mais le Néerlandais ralentit exagérément sur la piste après sa prestation et manque d'être percuté par George Russell, dans son tour de préparation, qui arrive à grande vitesse ; les commissaires infligent une place de pénalité au quadruple champion du monde et Russell part en pole position, juste devant lui. Les trois écuries en lice pour le championnat du monde des constructeurs se répartissent les places suivantes : Lando Norris et Oscar Piastri en deuxième ligne, Charles Leclerc devant Lewis Hamilton en troisième ligne ; Carlos Sainz, septième, accompagné de son compatriote Fernando Alonso en quatrième ligne. Sergio Pérez, enfin en Q3 sur la cinquième ligne, part devant Kevin Magnussen.  
Max Verstappen prend la tête de la course dès le premier virage ; cinquante-sept tours plus tard, sans jamais avoir été inquiété, il remporte sa neuvième victoire de la saison, la soixante-troisième de sa carrière, à bord d'une RB20 paraissant avoir retrouvé ses qualités du début de saison. Derrière lui, après un départ ponctué de plusieurs accrochages en fond de peloton, un rétroviseur tombé de la voiture d'Alexander Albon en pleine ligne droite au trentième tour, provoque la sortie d'un double drapeau jaune. Verstappen signale à la radio que Norris, qui le suit de près, ne ralentit pas assez ; le Britannique est sanctionné par un stop-and-go de dix secondes qui met fin à ses espoirs de podium. Valtteri Bottas roule sur le rétroviseur qui explose, éparpillant éclats de carbone et de verre sur le tarmac. Sans aucun rapport avec cet incident, Carlos Sainz et Lewis Hamilton crèvent quasi simultanément et doivent regagner leur stand tant bien que mal. Oscar Piastri change ses pneus au trente-quatrième tour, juste avant que la voiture de sécurité ne soit envoyée pour permettre le nettoyage de la piste ; les monoplaces doivent dès lors passer deux fois par la voie des stands. Verstappen et Leclerc bénéficient d'un arrêt gratuit ; le Monégasque repart deuxième et conserve sa place jusqu'au bout, sous une constante menace de Piastri.
Russell, lui aussi bénéficiaire de la sortie de la voiture de sécurité, finit quatrième malgré une pénalité de cinq secondes pour n'avoir pas respecté l'écart réglementaire entre deux monoplaces lors de la neutralisation. Pierre Gasly, parti onzième, se retrouve cinquième grâce à ses nombreux dépassements et à son arrêt sous safety-car ; il tient sa position en résistant à Sainz jusqu'à l'arrivée. Alonso qui se plaint à la radio de son Aston Martin (« Je ne peux pas y croire, deux ans avec les mêmes problèmes en ligne droite ! ») dépassé par Gasly, prend les points de la septième place, devant Zhou Guanyu qui apporte ses premiers points à Kick Sauber. Kevin Magnussen termine neuvième, juste devant Lando Norris revenu du diable vauvert en réalisant le meilleur tour en course, doublant ainsi son capital points. Esteban Ocon, éliminé lors d'un accrochage au départ, est brusquement débarqué par Alpine avant le terme de la saison, à Abou Dabi, où il sera remplacé par Jack Doohan. 
Max Verstappen, sacré depuis le Grand Prix de Las Vegas améliore son score (429 points) devant Lando Norris (349 points) qui voit Charles Leclerc (341 points) revenir à huit unités avant la manche finale. Oscar Piastri (292 points) augmente son avance sur Carlos Sainz (272 points) pour le gain de la quatrième place. George Russell continue à marquer des gros points (235 points) et s'assure définitivement de la sixième place devant son coéquipier Lewis Hamilton (211 points). Si Sergio Pérez achèvera la saison au huitième rang (152 points) et Fernando Alonso au neuvième (68 points), Nico Hülkenberg (37 points) n'est pas assuré de finir dixième face à la remontada de Pierre Gasly (36 points). Chez les constructeurs, le titre se jouera entre McLaren (640 points) et Ferrari (619 points), séparés de 21 unités avant la manche finale ; Red Bull (581 points) finira troisième, Mercedes (446 points) quatrième et Aston Martin (92 points) cinquième. Derrière, pour la sixième place et la prime financière associée, Alpine (59 points) prend une option en repassant devant Haas (54 points), Racing Bulls n'ayant pas marqué (46 points). Williams reste neuvième (17 points) tandis que Kick Sauber, dixième, marque ses premiers points de la saison.

## Contexte avant le Grand Prix

### Onze équipes en 2026 avec l'arrivée de General Motors
Durant la semaine séparant le Grand Prix de Las Vegas et la course qatarie, la F1 annonce qu'une onzième équipe participera au championnat à partir de 2026 : le constructeur automobile américain General Motors à travers sa marque Cadillac.
En janvier 2023, General Motors annonçait son intention d'engager Cadillac en championnat du monde de Formule 1, en collaboration avec Andretti Global. Toutefois, cette initiative, bien qu'approuvée par la Fédération internationale de l'automobile, était rejetée par le Formula One Group au motif qu'« Andretti n'apporterait pas, en soi, de valeur au championnat […] La manière la plus significative dont un nouvel entrant apporterait de la valeur serait d'être compétitif. Nous ne pensons pas que le demandeur serait un participant compétitif,,. »
La Formule 1 annonce en novembre 2024 que General Motors entrera dans le championnat en tant que constructeur à partir de 2026 avec l'équipe Cadillac Formula 1 Team et deviendrait fournisseur de moteurs à une date ultérieure. Le directeur général du Formula One Group, Stefano Domenicali déclare que leur engagement dans ce projet est une « démonstration importante et positive de l'évolution de ce sport ». General Motors confirme que Mario Andretti siègera au conseil d'administration,.

### Les enjeux aux championnats pilotes et constructeurs
Après le quatrième titre mondial remporté par Max Verstappen à Las Vegas, les enjeux principaux pour les deux dernières courses de la saison sont la place de dauphin chez les pilotes qui oppose Lando Norris à Charles Leclerc, et la victoire au classement des constructeurs, dans un final indécis entre McLaren, Ferrari et Red Bull. La bataille fait aussi rage pour la sixième place, entre Haas, Alpine et Racing Bulls ; Kick Sauber n'a plus que deux occasions pour enfin parvenir à marquer en 2024.

## Pneus disponibles
| Pneus pour piste sèche | Pneus pour piste sèche | Pneus pour piste sèche | Pneus pluie    | Pneus pluie |
| ---------------------- | ---------------------- | ---------------------- | -------------- | ----------- |
| Durs (Type C1)         | Medium (Type C2)       | Tendres (Type C3)      | Intermédiaires | Pluie       |

## Essais libres et qualifications sprint

### Première séance d'essais libres, le vendredi de 16 h 30 à 17 h 30
| Pos. | Pilote           | Voiture                 | Chrono         | Écart     |
| ---- | ---------------- | ----------------------- | -------------- | --------- |
| 1    | Charles Leclerc  | Ferrari                 | 1 min 21 s 953 |           |
| 2    | Lando Norris     | McLaren-Mercedes        | 1 min 22 s 378 | + 0 s 425 |
| 3    | Oscar Piastri    | McLaren-Mercedes        | 1 min 22 s 425 | + 0 s 472 |
| 4    | Carlos Sainz Jr. | Ferrari                 | 1 min 22 s 535 | + 0 s 582 |
| 5    | Yuki Tsunoda     | Racing Bulls-Honda RBPT | 1 min 23 s 043 | + 1 s 092 |
| 6    | Valtteri Bottas  | Kick Sauber-Ferrari     | 1 min 23 s 064 | + 1 s 111 |

### Qualifications pour le sprint, le vendredi de 20 h 30 à 21 h 14
| Pos. | Pilote           | Écurie                  | Qualifications 1 | Qualifications 2 | Qualifications 3 |
| --- | ---------------- | ----------------------- | ---------------- | ---------------- | ---------------- |
| 1 | Lando Norris     | McLaren-Mercedes        | 1 min 21 s 356   | 1 min 21 s 231   | 1 min 21 s 012   |
| 2 | George Russell   | Mercedes                | 1 min 22 s 021   | 1 min 21 s 488   | 1 min 21 s 075   |
| 3 | Oscar Piastri    | McLaren-Mercedes        | 1 min 22 s 218   | 1 min 21 s 548   | 1 min 21 s 171   |
| 4 | Carlos Sainz Jr. | Ferrari                 | 1 min 21 s 838   | 1 min 21 s 809   | 1 min 21 s 281   |
| 5 | Charles Leclerc  | Ferrari                 | 1 min 22 s 156   | 1 min 21 s 818   | 1 min 21 s 308   |
| 6 | Max Verstappen   | Red Bull-Honda RBPT     | 1 min 22 s 033   | 1 min 21 s 784   | 1 min 21 s 315   |
| 7 | Lewis Hamilton   | Mercedes                | 1 min 22 s 151   | 1 min 21 s 734   | 1 min 21 s 474   |
| 8 | Pierre Gasly     | Alpine-Renault          | 1 min 22 s 586   | 1 min 22 s 352   | 1 min 21 s 978   |
| 9 | Nico Hülkenberg  | Haas-Ferrari            | 1 min 22 s 569   | 1 min 22 s 318   | 1 min 22 s 088   |
| 10 | Liam Lawson      | Racing Bulls-Honda RBPT | 1 min 22 s 705   | 1 min 22 s 393   | 1 min 22 s 577   |
| 11 | Fernando Alonso  | Aston Martin-Mercedes   | 1 min 22 s 499   | 1 min 22 s 433   |                  |
| 12 | Alexander Albon  | Williams-Mercedes       | 1 min 22 s 705   | 1 min 22 s 526   |                  |
| 13 | Valtteri Bottas  | Kick Sauber-Ferrari     | 1 min 22 s 506   | 1 min 22 s 538   |                  |
| 14 | Lance Stroll     | Aston Martin-Mercedes   | 1 min 22 s 522   | 1 min 22 s 599   |                  |
| 15 | Kevin Magnussen  | Haas-Ferrari            | 1 min 22 s 560   | 1 min 22 s 738   |                  |
| 16 | Sergio Pérez     | Red Bull-Honda RBPT     | 1 min 22 s 718   |                  |                  |
| 17 | Yuki Tsunoda     | Racing Bulls-Honda RBPT | 1 min 22 s 722   |                  |                  |
| 18 | Esteban Ocon     | Alpine-Renault          | 1 min 22 s 906   |                  |                  |
| 19 | Zhou Guanyu      | Kick Sauber-Ferrari     | 1 min 22 s 948   |                  |                  |
| 20 | Franco Colapinto | Williams-Mercedes       | 1 min 23 s 423   |                  |                  |
| Temps minimal à réaliser pour la qualification : 1 min 27 s 050 (107 % du meilleur temps en Q1 : 1 min 21 s 356) |                  |                         |                  |                  |                  |

### Grille de départ du sprint
- Sergio Pérez, auteur du seizième temps, est pénalisé d'un départ depuis la voie des stands après que la règle du parc fermé a été rompue par Red Bull Racing pour un ajustement des suspensions[11] ;
- Franco Colapinto, auteur du vingtième et dernier temps, est également pénalisé d'un départ depuis la voie des stands après que la règle du parc fermé a été rompue par Williams pour un ajustement des suspensions[12].

## Sprint et qualifications pour le Grand Prix

### Course sprint, le samedi  de 17 h à 18 h
| Pos. | Pilote           | Voiture                 | Tours | Temps/Abandon                  | Grille  | Points |
| ---- | ---------------- | ----------------------- | ----- | ------------------------------ | ------- | ------ |
| 1    | Oscar Piastri    | McLaren-Mercedes        | 19    | 27 min 03 s 010 (227,775 km/h) | 3       | 8      |
| 2    | Lando Norris     | McLaren-Mercedes        | 19    | + 0 s 136                      | 1       | 7      |
| 3    | George Russell   | Mercedes                | 19    | + 0 s 410                      | 2       | 6      |
| 4    | Carlos Sainz Jr. | Ferrari                 | 19    | + 1 s 326                      | 4       | 5      |
| 5    | Charles Leclerc  | Ferrari                 | 19    | + 5 s 073                      | 5       | 4      |
| 6    | Lewis Hamilton   | Mercedes                | 19    | + 5 s 650                      | 7       | 3      |
| 7    | Nico Hülkenberg  | Haas-Ferrari            | 19    | + 8 s 508                      | 9       | 2      |
| 8    | Max Verstappen   | Red Bull-Honda RBPT     | 19    | + 10 s 368                     | 6       | 1      |
| 9    | Pierre Gasly     | Alpine-Renault          | 19    | + 14 s 513                     | 8       |        |
| 10   | Kevin Magnussen  | Haas-Ferrari            | 19    | + 15 s 485                     | 15      |        |
| 11   | Fernando Alonso  | Aston Martin-Mercedes   | 19    | + 19 s 204                     | 11      |        |
| 12   | Valtteri Bottas  | Kick Sauber-Ferrari     | 19    | + 23 s 351                     | 13      |        |
| 13   | Lance Stroll     | Aston Martin-Mercedes   | 19    | + 24 s 421                     | 14      |        |
| 14   | Esteban Ocon     | Alpine-Renault          | 19    | + 30 s 379                     | 17      |        |
| 15   | Alexander Albon  | Williams-Mercedes       | 19    | + 33 s 062                     | 12      |        |
| 16   | Liam Lawson      | Racing Bulls-Honda RBPT | 19    | + 33 s 773                     | 10      |        |
| 17   | Yuki Tsunoda     | Racing Bulls-Honda RBPT | 19    | + 34 s 356                     | 16      |        |
| 18   | Franco Colapinto | Williams-Mercedes       | 19    | + 35 s 639                     | Pitlane |        |
| 19   | Zhou Guanyu      | Kick Sauber-Ferrari     | 19    | + 1 min 11 s 436               | 18      |        |
| 20   | Sergio Pérez     | Red Bull-Honda RBPT     | 19    | + 1 min 14 s 371               | Pitlane |        |

### Qualifications, le samedi de 21 h à 22 h
| Pos. | Pilote           | Écurie                  | Qualifications 1 | Qualifications 2 | Qualifications 3 |
| --- | ---------------- | ----------------------- | ---------------- | ---------------- | ---------------- |
| 1 | Max Verstappen   | Red Bull-Honda RBPT     | 1 min 21 s 579   | 1 min 20 s 687   | 1 min 20 s 520   |
| 2 | George Russell   | Mercedes                | 1 min 21 s 241   | 1 min 21 s 069   | 1 min 20 s 575   |
| 3 | Lando Norris     | McLaren-Mercedes        | 1 min 21 s 578   | 1 min 20 s 983   | 1 min 20 s 772   |
| 4 | Oscar Piastri    | McLaren-Mercedes        | 1 min 21 s 821   | 1 min 21 s 121   | 1 min 20 s 829   |
| 5 | Charles Leclerc  | Ferrari                 | 1 min 21 s 278   | 1 min 21 s 000   | 1 min 20 s 852   |
| 6 | Lewis Hamilton   | Mercedes                | 1 min 21 s 637   | 1 min 21 s 095   | 1 min 21 s 011   |
| 7 | Carlos Sainz Jr. | Ferrari                 | 1 min 21 s 447   | 1 min 21 s 199   | 1 min 21 s 041   |
| 8 | Fernando Alonso  | Aston Martin-Mercedes   | 1 min 21 s 608   | 1 min 21 s 208   | 1 min 21 s 251   |
| 9 | Sergio Pérez     | Red Bull-Honda RBPT     | 1 min 21 s 675   | 1 min 21 s 425   | 1 min 21 s 425   |
| 10 | Kevin Magnussen  | Haas-Ferrari            | 1 min 21 s 891   | 1 min 21 s 387   | 1 min 21 s 500   |
| 11 | Pierre Gasly     | Alpine-Renault          | 1 min 21 s 843   | 1 min 21 s 437   |                  |
| 12 | Zhou Guanyu      | Kick Sauber-Ferrari     | 1 min 22 s 103   | 1 min 21 s 501   |                  |
| 13 | Valtteri Bottas  | Kick Sauber-Ferrari     | 1 min 21 s 927   | 1 min 21 s 731   |                  |
| 14 | Yuki Tsunoda     | Racing Bulls-Honda RBPT | 1 min 22 s 364   | 1 min 21 s 771   |                  |
| 15 | Lance Stroll     | Aston Martin-Mercedes   | 1 min 22 s 011   | 1 min 21 s 911   |                  |
| 16 | Alexander Albon  | Williams-Mercedes       | 1 min 22 s 390   |                  |                  |
| 17 | Liam Lawson      | Racing Bulls-Honda RBPT | 1 min 22 s 411   |                  |                  |
| 18 | Nico Hülkenberg  | Haas-Ferrari            | 1 min 22 s 442   |                  |                  |
| 19 | Franco Colapinto | Williams-Mercedes       | 1 min 22 s 594   |                  |                  |
| 20 | Esteban Ocon     | Alpine-Renault          | 1 min 22 s 714   |                  |                  |
| Temps minimal à réaliser pour la qualification : 1 min 26 s 927 (107 % du meilleur temps en Q1 : 1 min 21 s 241) |                  |                         |                  |                  |                  |

### Grille de départ
- Max Verstappen, auteur du meilleur temps, est pénalisé d'un recul d'une place sur la grille pour avoir gêné George Russell dans son tour de préparation de sa dernière tentative en phase Q3. Russell, en pleine accélération, a évité une collision avec la Red Bull, au ralenti, en escaladant un vibreur à haute vitesse. Les commissaires ont estimé que Verstappen devait être sanctionné tout en lui trouvant des circonstances atténuantes ; ils prononcent une pénalité inédite d'une place, assortie d'un point de retrait sur sa super licence, alors que le pilote Red Bull risquait jusqu'à trois places de recul sur la grille[15] : « La voiture no 1 était sur une stratégie de préparation différente de la no 63. Ce cas de figure est complexe, la no 1 n'ayant pas respecté les notes du directeur de course et adopté une vitesse clairement inutilement lente compte tenu des circonstances. Il est évident que le pilote de la voiture no 1 tentait de refroidir ses pneus. Il pouvait aussi voir la voiture no 63 arriver car il a regardé plusieurs fois dans ses rétroviseurs dans la petite ligne droite entre les virages no 11 et 12. De manière inhabituelle, cet incident est survenu alors qu'aucune des deux voitures n'était dans un tour rapide. Si la voiture no 63 avait été dans un tour rapide, la pénalité aurait probablement été de trois places sur la grille. L'atténuation de la pénalité vient aussi du fait que le pilote de la voiture no 63 avait une visibilité claire sur la voiture no 1 et qu'aucun d'eux n'était dans un tour rapide[16],[17] » ; il s'élance deuxième[18].

## Course

### Classement de la course
| Pos. | no | Pilote           | Écurie                  | Tours | Temps/Abandon                                                                       | Grille | Points |
| ---- | -- | ---------------- | ----------------------- | ----- | ----------------------------------------------------------------------------------- | ------ | ------ |
| 1    | 1  | Max Verstappen   | Red Bull-Honda RBPT     | 57    | 1 h 31 min 05 s 323 (203,282 km/h)                                                  | 2      | 25     |
| 2    | 16 | Charles Leclerc  | Ferrari                 | 57    | + 6 s 031                                                                           | 5      | 18     |
| 3    | 81 | Oscar Piastri    | McLaren-Mercedes        | 57    | + 6 s 819                                                                           | 4      | 15     |
| 4    | 63 | George Russell   | Mercedes                | 57    | + 14 s 104 (dont 5 secondes de pénalité)                                            | 1      | 12     |
| 5    | 10 | Pierre Gasly     | Alpine-Renault          | 57    | + 16 s 782                                                                          | 11     | 10     |
| 6    | 55 | Carlos Sainz Jr. | Ferrari                 | 57    | + 17 s 476                                                                          | 7      | 8      |
| 7    | 14 | Fernando Alonso  | Aston Martin-Mercedes   | 57    | + 19 s 867                                                                          | 8      | 6      |
| 8    | 24 | Zhou Guanyu      | Kick Sauber-Ferrari     | 57    | + 23 s 360                                                                          | 12     | 4      |
| 9    | 20 | Kevin Magnussen  | Haas-Ferrari            | 57    | + 32 s 177                                                                          | 10     | 2      |
| 10   | 4  | Lando Norris     | McLaren-Mercedes        | 57    | + 35 s 762 (dont un stop-and-go de dix secondes)                                    | 3      | 1 + 1  |
| 11   | 77 | Valtteri Bottas  | Kick Sauber-Ferrari     | 57    | + 50 s 243                                                                          | 13     |        |
| 12   | 44 | Lewis Hamilton   | Mercedes                | 57    | + 56 s 122 (dont 5 secondes de pénalité et un drive-through)                        | 6      |        |
| 13   | 22 | Yuki Tsunoda     | Racing Bulls-Honda RBPT | 57    | + 1 min 01 s 100                                                                    | 14     |        |
| 14   | 30 | Liam Lawson      | Racing Bulls-Honda RBPT | 57    | + 1 min 02 s 656 (dont 10 secondes de pénalité purgées en course)                   | 17     |        |
| 15   | 23 | Alexander Albon  | Williams-Mercedes       | 56    | + 1 tour (dont 10 secondes de pénalité purgées en course)                           | 16     |        |
| Abd. | 27 | Nico Hülkenberg  | Haas-Ferrari            | 39    | Sortie de piste                                                                     | 18     |        |
| Abd. | 11 | Sergio Pérez     | Red Bull-Honda RBPT     | 38    | Embrayage après un tête-à-queue                                                     | 9      |        |
| Abd. | 18 | Lance Stroll     | Aston Martin-Mercedes   | 8     | Dégâts consécutifs à un accrochage (dont 10 secondes de pénalité purgées en course) | 15     |        |
| Abd. | 31 | Esteban Ocon     | Alpine-Renault          | 0     | Accrochage                                                                          | 20     |        |
| Abd. | 43 | Franco Colapinto | Williams-Mercedes       | 0     | Accrochage                                                                          | 19     |        |

### Pole position et record du tour
- Pole position :  George Russell (Mercedes) en 1 min 20 s 575 (242,115 km/h)[26].
- Meilleur tour en course :  Lando Norris (McLaren-Mercedes) en 1 min 22 s 384 (236,798 km/h), au cinquante-sixième tour ; dixième de l'épreuve, il remporte le point bonus associé[27].

### Tours en tête
- Max Verstappen (Red Bull-Honda RBPT) : 57 tours (1-57)[28]

## Classements généraux à l'issue de la course
| Pos.     | Pilote           | Écurie                  | Points |
| -------- | ---------------- | ----------------------- | ------ |
| Champion | Max Verstappen   | Red Bull-Honda RBPT     | 429    |
| 2        | Lando Norris     | McLaren-Mercedes        | 349    |
| 3        | Charles Leclerc  | Ferrari                 | 341    |
| 4        | Oscar Piastri    | McLaren-Mercedes        | 291    |
| 5        | Carlos Sainz Jr. | Ferrari                 | 272    |
| 6        | George Russell   | Mercedes                | 235    |
| 7        | Lewis Hamilton   | Mercedes                | 211    |
| 8        | Sergio Pérez     | Red Bull-Honda RBPT     | 152    |
| 9        | Fernando Alonso  | Aston Martin-Mercedes   | 68     |
| 10       | Nico Hülkenberg  | Haas-Ferrari            | 37     |
| 11       | Pierre Gasly     | Alpine-Renault          | 36     |
| 12       | Yuki Tsunoda     | Racing Bulls-Honda RBPT | 30     |
| 13       | Lance Stroll     | Aston Martin-Mercedes   | 24     |
| 14       | Esteban Ocon     | Alpine-Renault          | 23     |
| 15       | Kevin Magnussen  | Haas-Ferrari            | 16     |
| 16       | Alexander Albon  | Williams-Mercedes       | 12     |
| 17       | Daniel Ricciardo | Racing Bulls-Honda RBPT | 12     |
| 18       | Oliver Bearman   | Ferrari                 | 7      |
| 19       | Franco Colapinto | Williams-Mercedes       | 5      |
| 20       | Zhou Guanyu      | Kick Sauber-Ferrari     | 4      |
| 21       | Liam Lawson      | Racing Bulls-Honda RBPT | 4      |

| Pos. | Écurie                  | Points |
| ---- | ----------------------- | ------ |
| 1    | McLaren-Mercedes        | 640    |
| 2    | Ferrari                 | 619    |
| 3    | Red Bull-Honda RBPT     | 581    |
| 4    | Mercedes                | 446    |
| 5    | Aston Martin-Mercedes   | 92     |
| 6    | Alpine-Renault          | 59     |
| 7    | Haas-Ferrari            | 54     |
| 8    | Racing Bulls-Honda RBPT | 46     |
| 9    | Williams-Mercedes       | 17     |
| 10   | Kick Sauber-Ferrari     | 4      |

## Statistiques
Le Grand Prix du Qatar 2024 représente :
- la 5e pole position de George Russell, sa quatrième de la saison et la seconde consécutive[30] ;
- la 63e victoire de  Max Verstappen, sa neuvième de la saison[31] ;
- le 14e Grand Prix mené de bout en bout par Max Verstappen[32].
- la 122e victoire pour Red Bull en tant que constructeur[33] ;
- la 30e victoire de Honda RBPT en tant que motoriste[34] ;
- le 400e départ en Grand Prix de Fernando Alonso depuis le Grand Prix d'Australie 2001[35].

Au cours de ce Grand Prix :
- Max Verstappen passe la barre des 3 000 points inscrits en Formule 1 (3 015,5 points)[36] ;
- Charles Leclerc passe la barre des 1 400 points inscrits en Formule 1 (1 415,5 points)[37] ;
- George Russell passe la barre des 700 points inscrits en Formule 1 (704 points)[38] ;
- Zhou Guanyu est élu « pilote du jour » à l'issue d'un vote organisé sur le site officiel de la Formule 1[39] ;
- Derek Warwick (146 départs en Grands Prix entre 1981 et 1993, quatre podiums, 71 points inscrits) est nommé conseiller par la FIA pour aider dans leurs jugements le groupe des commissaires de course[40].